# William Price (médico)
William Price (Rudry, 4 de marzo de 1800 - Llantrisant, 23 de enero de 1893) fue un médico británico conocido por sus ideas nacionalistas y cartistas, así como por su participación en el movimiento religioso llamado neodruidismo, del que fue una de sus principales figuras. Ha sido reconocido como uno de los personajes más importantes del Gales del siglo XIX y uno de las más extravagantes de la época victoriana.

## Biografía

### Primeros años: 1800–1821

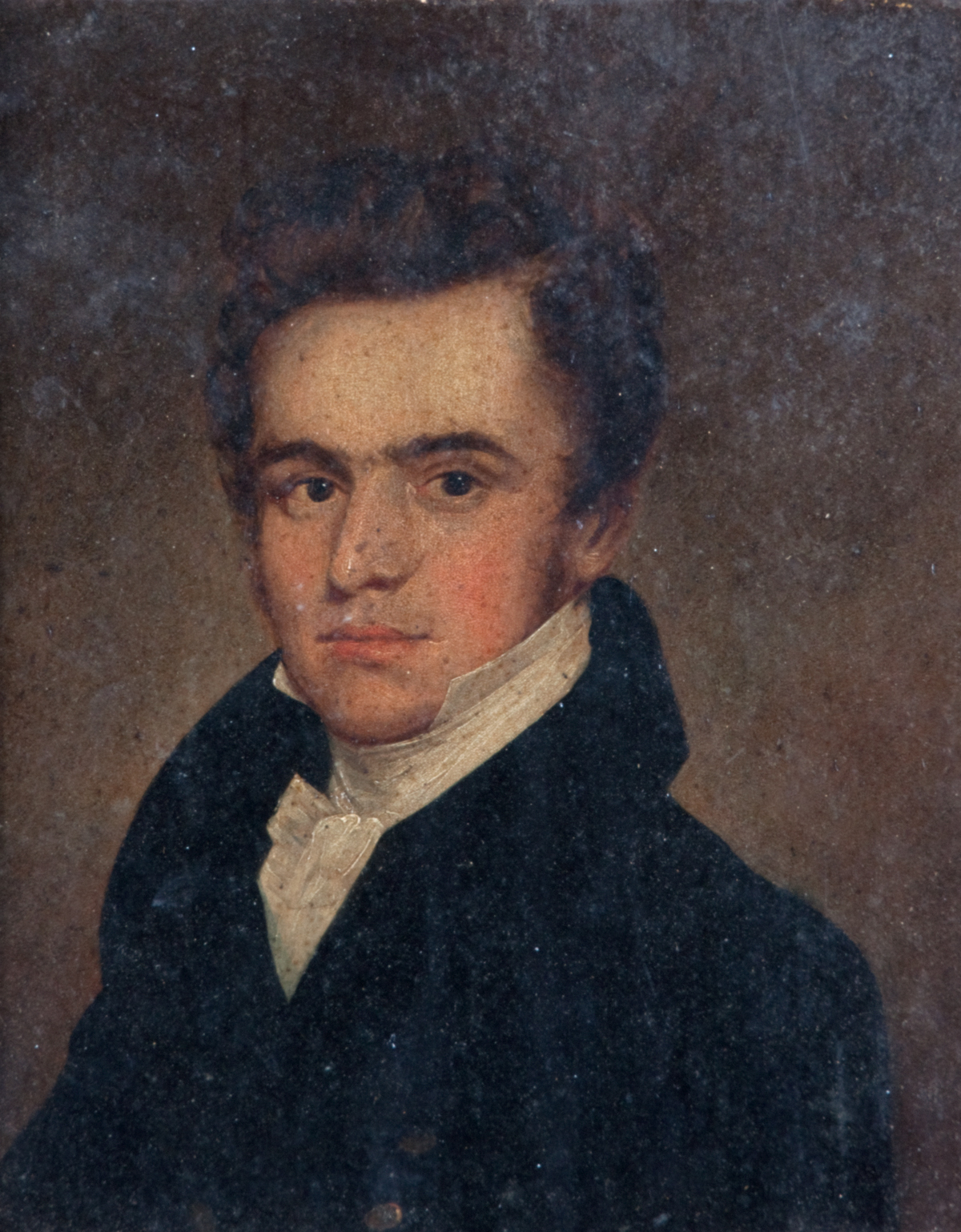
Price en 1822, mientras estudiaba en la Facultad de Medicina.

William Price nació el 4 de marzo de 1800 en una cabaña en la granja de Ty'n-y-coedcae ("La casa del campo arbolado") cerca de Rudry, Caerphilly, en el distrito galés de Glamorganshire. Su padre, también llamado William Price (1761–), era un reverendo ordenado de la iglesia de Inglaterra que había cursado sus estudios en el Jesus College de Oxford. Su madre, Mary Edmunds (1767–1844), era una ama de casa galesa que había trabajado como sirvienta antes de contraer matrimonio. La unión matrimonial fue bastante controvertida porque Mary pertenecía a una clase social baja, mientras que su marido William provenía de la clase media alta. Este tipo de uniones conyugales entre personas de diferentes estratos sociales era un tabú en la sociedad británica de finales del siglo XVIII. La pareja tuvo tres hijas que llegaron a edad adulta, Elisabeth (1793-1872), Mary (1797-1869) y Ann (1804-1878), todas mayores que William.
El reverendo Price padecía una enfermedad mental no diagnosticada, lo que le llevaba a actuar de forma errática y a tener episodios violentos. Se bañaba vestido o desnudo en los estanques locales y recolectaba serpientes en sus bolsillos. Removía la corteza de los árboles con una sierra para luego quemarla mientras murmullaba y escupía sobre las piedras, creyendo que así incrementaba su valor. Sus acciones le convirtieron en una amenaza para la comunidad, llegando una vez incluso a apuntar a una mujer con un arma de fuego, convencido de que le robaba ramas de uno de sus arbustos. También arrojó un objeto punzante a un viandante.
En el ámbito doméstico, el galés era la primera lengua de William, aunque aprendió inglés en un colegio situado a solo tres kilómetros de su casa en Machen. Pese a que solo asistió a la escuela tres años, de los 10 a los 13, aprobó casi todos sus exámenes y demostró ser un buen estudiante. Decidió estudiar medicina tras un receso de seis meses, contrariando a su padre, que quería que estudiara abogacía. En 1814 se mudó a Caerphilly para realizar prácticas bajo la supervisión del cirujano Evan Edwards. Costeó sus estudios con el dinero que recibía de varios familiares. Uno de sus benefactores, su tío Thomas Price, también reverendo y oriundo de Merriott, Somerset, le aconsejó dejar la carrera, arguyendo que estaba poniendo a su familia en un aprieto económico; pese a ello, William decidió seguir adelante.
En 1820 terminó sus prácticas con el Dr. Edwards y, pese a su escaso presupuesto, decidió continuar sus estudios en Londres. En la capital británica consiguió alojamiento cerca de la Catedral de San Pablo e ingresó en el Hospital Real de Londres en Whitechapel para cursar un año de estudios bajo la tutela de Sir William Blizard. Asimismo, se registró en el Hospital de San Bartolomé para continuar su formación con el cirujano John Abernethy. Price ofreció sus servicios a pacientes con alto poder adquisitivo para así financiar sus estudios. Finalmente, se convertiría en miembro pleno del Colegio Real de Cirujanos de Inglaterra. Blizard y Abernathy, entre otros, firmaron su certificado de membresía. Price consideró viajar a la India tras acabar sus estudios en Londres. No obstante, se decantó por volver a su Gales natal para ejercer como médico general.

### Nacionalismo galés y cartismo: 1821–1839
Price regresó a Gales y abrió su consulta en Craig yr Helfa en Glyntaff, donde vivió unos siete años. Alquiló la granja de Porth y Glo en el poblado de Glan-Bad, y allí crio ganado hasta que fue desalojado. Se mudó al Valle de Taff, una zona con una industria emergente cerca de Pontypridd. En 1823 los trabajadores le eligieron cirujano principal de la cadena Brown Lenox en Pontypridd; conservó el puesto hasta 1871. En junio de 1823 también se convirtió en médico particular de la familia adinerada Crawshay, propietaria de las minas de hierro de Merthyr y Treforest. Tras pasar un tiempo en Treforest, "un pueblo revolucionario", recibió el influjo de ideas políticas de izquierda. Price, que nunca ocultó sus sentimientos nacionalistas, contó con el apoyo de la familia Guest, también de clase alta, gracias a lo cual pudo dar un discurso sobre historia y literatura galesas en el eisteddfod real de 1834. Charlotte Guest calificó el discurso de Price como "uno de los discursos más hermosos y elocuentes que jamás he escuchado". Su éxito le llevó a ser miembro del jurado en el concurso de poesía del eisteddfod. El premio le fue concedido a Taliesin, hijo de un célebre druida nacionalista galés, Iolo Morganwg.

Ilustración de una revuelta cartista.

Con el paso de los años su interés por la cultura de Gales fue en aumento, incluyendo el neodruidismo. Se unió a la Sociedad de la Piedra Balanceante, un grupo neodruida que celebraba sus reuniones en el círculo de piedra de Y Maen Chwyf en Pontypridd. En 1837 se convirtió en una de sus principales figuras. Su preocupación por el destino de la lengua galesa le llevó a promover su uso entre sus compatriotas. Sus clases de los domingos eran en galés, un idioma al que veía amenazado por el rápido avance del inglés. En 1838 realizó una campaña para recolectar fondos destinados a la construcción de un museo druida en la localidad. Parte del dinero sería invertido en una escuela para niños pobres. Francis Crawshay le apoyó en esta iniciativa, pero su proyecto no salió adelante por falta de inversores. Price expresó su enfado en un periódico local, diciéndole al pueblo que estaba ignorando a "vuestros progenitores inmortales, a quienes le debéis nada menos que vuestra existencia como gente civilizada."
Entretanto, su consciencia social le llevó a convertirse en uno de los principales defensores del movimiento cartista, el cual estaba ganando muchos adeptos en el país. El cartismo sostenía que todos los hombres debían tener el mismo derecho a votar, con independencia de su riqueza o clase social. Muchos cartistas de los polos industriales del sur de Gales llegaron a hacerse con armas para defender su revolución frente al gobierno. Price facilitó la entrega de armas a los revolucionarios cartistas. Según los informes del gobierno, Price se había hecho con siete unidades de artillería en 1839. Ese mismo año tuvo lugar el levantamiento de Newport, cuando muchos cartistas y sus simpatizantes obreros se alzaron contra las autoridades. Los soldados británicos enseguida pusieron fin a la revuelta y mataron a varios revolucionarios. El propio Price lo había vaticinado, por lo que ni él ni sus simpatizantes se unieron a la protesta ese día. Asimismo, también se había percatado de que el gobierno tomaría medidas contra todos aquellos que habían defendido a los cartistas, por lo que decidió huir a Francia disfrazado de mujer.

### Vida como archidruida: 1840–1882

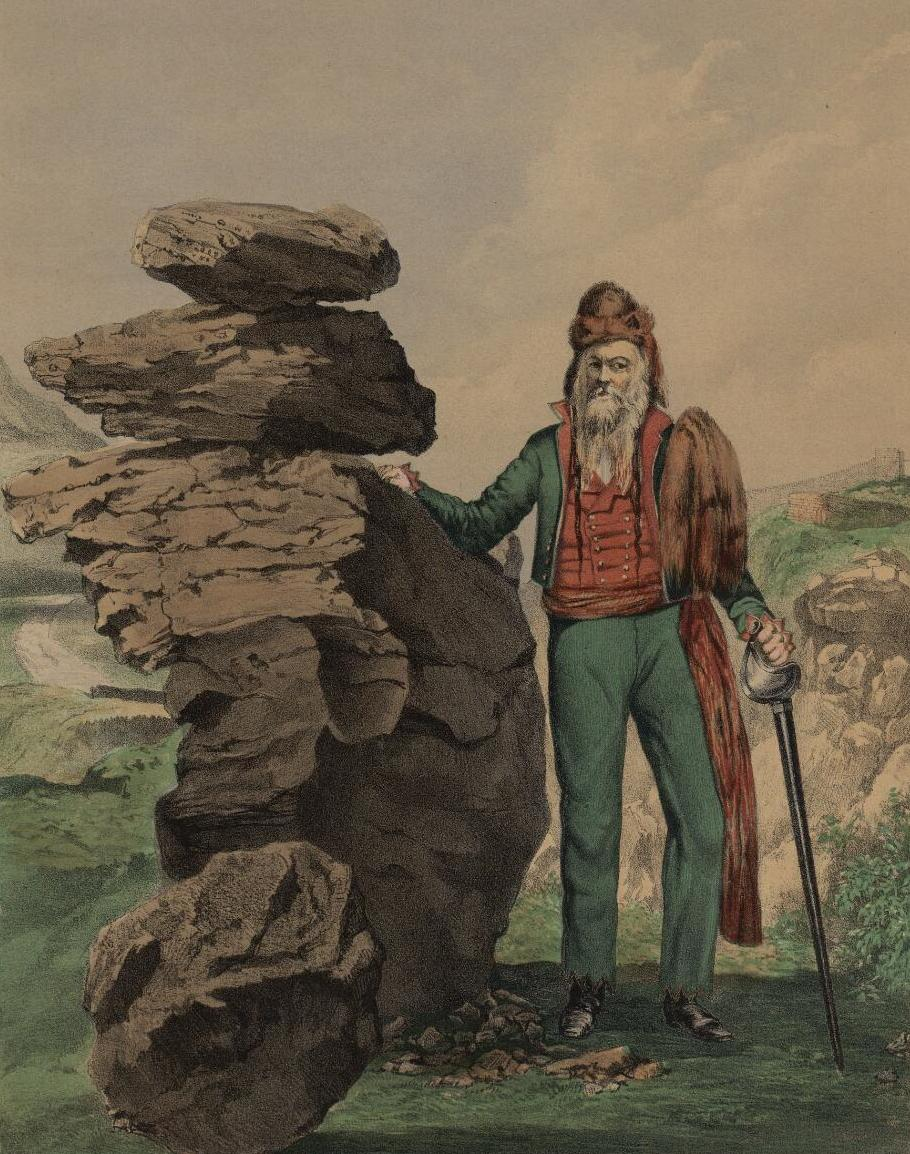
Retrato de William Price en 1861.

Durante sus años de exilio político en París, Price tuvo ocasión de visitar el Museo del Louvre, donde experimentó lo que él mismo describiría como "un punto de inflexión en su vida religiosa". Le llamó la atención una piedra con una inscripción en griego que, según su interpretación, describía a un bardo dirigiendo su mirada hacia la luna. Price interpretó la inscripción como una profecía del antiguo príncipe galés Alun, en la que vaticinaba la llegada de un hombre que revelaría los verdaderos secretos de la lengua galesa y liberaría a los galeses. Sin embargo, tal como el historiador Ronald Hutton señalaría más tarde, "nadie más había sentido hablar de esa persona ni había hecho (ni de cerca) la misma interpretación de la inscripción". Price sintió que la profecía se refería a él y que era su deber regresar a Gales para liberar al pueblo de las autoridades inglesas.
Price regresó a Gales, ya convertido al neodruidismo, y fundó un grupo religioso para captar más seguidores. Poco se sabe de las doctrinas específicas que predicaba, pero sus seguidores llevaban báculos con figuras y letras grabadas. Price no estaba a favor del matrimonio, ya que, según su doctrina, este esclavizaba a las mujeres. En estos años conocería a su pareja Ann Morgan, con la que tuvo una hija en 1842. Price se hizo cargo del bautizo de la niña en la sociedad Rocking Stone de Pontypridd y la llamó Gwenhiolan Iarlles Morganwg (cuyo significado es "Gwenhiolan, condesa de Glamorgan"). Poco a poco fue cambiando su apariencia y adoptó un estilo que no era nada convencional en la época, llegando incluso a lucir un sombrero de piel de zorro y vestimenta de color verde esmeralda. Asimismo, se dejó crecer la barba y el cabello.  En más de una ocasión quiso celebrar eventos druidas como, por ejemplo, un eisteddfod en Pontypridd en 1844. Nadie se presentó a la convocatoria, por lo que decidió iniciar a su hija en la tradición barda. En 1855 lideró el desfile de los ivorites, una sociedad de corte nacionalista. La caravana recorrió las calles de Merthyr Tydfil, junto a un hombre semidesnudo que se hacía llamar Myrddin (el nombre galés por el que se conoce a Merlín) y una cabra.
El médico galés no se había olvidado de su viejo sueño de construir una escuela y un museo en Pontypridd. Un terrateniente local, Sir Benjamin Hall, muy interesado en resucitar la cultura galesa, le permitió usar sus tierras. Pese a ello, el proyecto no llegó a concretarse debido a una riña entre ambas partes. El fallido proyecto le dejó una gran deuda económica, por lo que en 1861 decidió regresar a Francia. En estos años aprovecharía para escribir en la prensa nacional. Sus declaraciones sobre sí mismo y sobre la historia galesa no se ajustaban siempre a la realidad. En una de sus controvertidas declaraciones, Price se autodenominaba "Señor de los galeses del sur" y añadía que "todos los libros griegos son obra de los primeros bardos, en nuestro propio idioma. Homero nació en el caserío de Y Van, cerca de Caerphili. Él construyó el Castillo de Caerphili... los libros más antiguos de los chinos corroboran ese hecho".
Cuando en 1866 regresó a Gales, su hija ya había crecido y se había independizado tras la muerte de su madre, Ann Morgan. Price decidió entonces fijar su residencia en Llantrisant, donde abrió un consultorio médico particular que le aportó múltiples beneficios. Allí comenzó una relación con la hija de un granjero, Gwenllian Llewelyn (1859-1948), una joven de apenas veintiún años. Pese a su reticencia al matrimonio, Price organizó una pequeña ceremonia nupcial druida el 4 de marzo de 1881, el mismo día que cumplía 81 años. La boda se celebró en la piedra balanceante de Pontypridd. Price dirigió unas palabras al sol a las doce del mediodía, frente a un grupo de mujeres vestidas como las Tres Gracias. La ceremonia despertó el interés de varias personas que, según los informes, disfrutaron del espectáculo. En 1871 publicó un libro escrito en un registro que él creía se asemejaba más al galés antiguo. En la obra, cuya traducción al español sería La voluntad de mi padre, Price presenta una imagen conceptualizada del universo, creado por un supremo Dios Padre a partir del huevo de una serpiente. Su relato no tuvo buena acogida y pronto cayó en el olvido.

### Últimos años y defensa de la cremación: 1883–1893

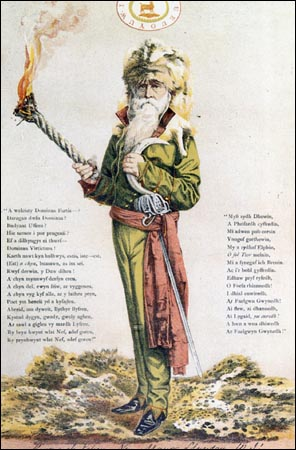
Retrato de Price con su atuendo druida.

El primer hijo de Gwenllian y Price nació el 8 de agosto de 1883, un niño al que Price llamó Iesu Grist (el nombre galés de Jesucristo), en un acto de provocación contra la religión tradicional de la época, y también porque esperaba grandes cosas del recién nacido.  No obstante, el niño apenas viviría cinco meses; murió el 10 de enero de 1884. Price creía que enterrar un cuerpo era perjudicial para la tierra, así que decidió cremar los restos de su hijo. La cremación era un tabú en aquella época, si bien la práctica contaba con varios proponentes en el país. Price celebró el funeral en la mañana del 13 de enero de 1884, sobre la cima de un monte situado en uno de los extremos de Llantrisant. Varios locales se percataron enseguida del fuego, y tras descubrir que Price estaba intentando cremar el cuerpo de su hijo, se le echaron encima. La policía asistió a su rescate y luego le puso bajo arresto por deshacerse de un cadáver empleando una práctica ilegal. En tanto, el cuerpo de su hijo, que aún no estaba completamente envuelto en llamas, fue retirado de la pira.
Un médico local realizó una autopsia al cuerpo de Iesu y concluyó que el infante había muerto de forma natural. Price fue absuelto del cargo de infanticidio, pero fue juzgado en una corte de Cardiff por cremar el cuerpo de su hijo en vez de enterrarlo, algo que la policía consideraba ilegal. Price se defendió alegando que si bien la ley no se pronunciaba a favor de la cremación, tampoco la condenaba. El juez Stephen (1829–1894) le dio la razón y Price fue absuelto de todos los cargos. Cuando regresó a Llantrisant, se encontró con una multitud que celebraba su victoria. El 14 de marzo pudo finalmente cremar a su hijo, pronunciando unas oraciones druidas. El caso sentó un precedente que, junto a las actividades de la recién fundada Sociedad de Cremación de Gran Bretaña, dio paso a la aprobación de la ley que regulaba la cremación en 1902. En 1885 tuvo lugar la primera cremación oficial con los restos de la artista Jeanette Pickersgill (1814-1885) en el crematorio de Woking. Según los registros, al año siguiente se realizaron otras diez cremaciones. En 1892 se inauguró un crematorio en Mánchester, seguido de otro en Glasgow en 1895, Liverpool en 1896 y Birmingham en 1903.
El interés de la prensa en el caso hizo que Price saltara a la fama, algo que el médico galés supo aprovechar. Se cree que consiguió vender unas trescientas medallas con la imagen de un huevo cósmico y la serpiente que lo había puesto, celebrando su victoria. Vendió cada unidad a tres peniques de la época. Recibió varias invitaciones para impartir cátedra y asistir a funciones públicas, pero en ninguna de ellas tuvo éxito, ya que el público o bien no entendía su filosofía o no aprobaba su atuendo, hecho con ropajes de color rojo con letras verdes bordadas.
A finales de 1884 su mujer dio a luz a su segundo hijo, al que Price también llamó Iesu Grist, y el 27 de mayo de 1886 tuvieron una hija, a la que le pusieron el nombre de Penelopen. Price creía que a su hijo le deparaba un gran futuro; su nombre vaticinaba la segunda llegada de Jesucristo y, como tal, gobernaría en la Tierra. En 1892 erigió una pértiga de dieciocho metros de alto, con el símbolo de la luna creciente en su pico, en el mismo monte en el que había cremado a su primer hijo. Price expresó su deseo de ser cremado en el mismo paraje.
Price falleció en su casa de Llantrisant en la noche del 23 de enero de 1893. Sus últimas palabras fueron "Traedme un vaso de champán". Bebió el champán y murió poco después. El 31 de enero de 1893 los restos mortales de William Price fueron cremados en una pira con dos toneladas de carbón, conforme a su voluntad. Unas 20.000 personas asistieron al evento y su familia supervisó la ceremonia. Sus hijos se vistieron con ropa tradicional galesa y druida. Su viuda volvió a contraer matrimonio, esta vez con un inspector de tránsito que trabajaba para el consistorio local. Gwenllian abandonó el neodruidismo y se convirtió al cristianismo, bautizando a sus dos hijos en una iglesia del pueblo. Le cambió el nombre a su hijo Iesu Grist y le puso Nicholas.

## Creencias personales

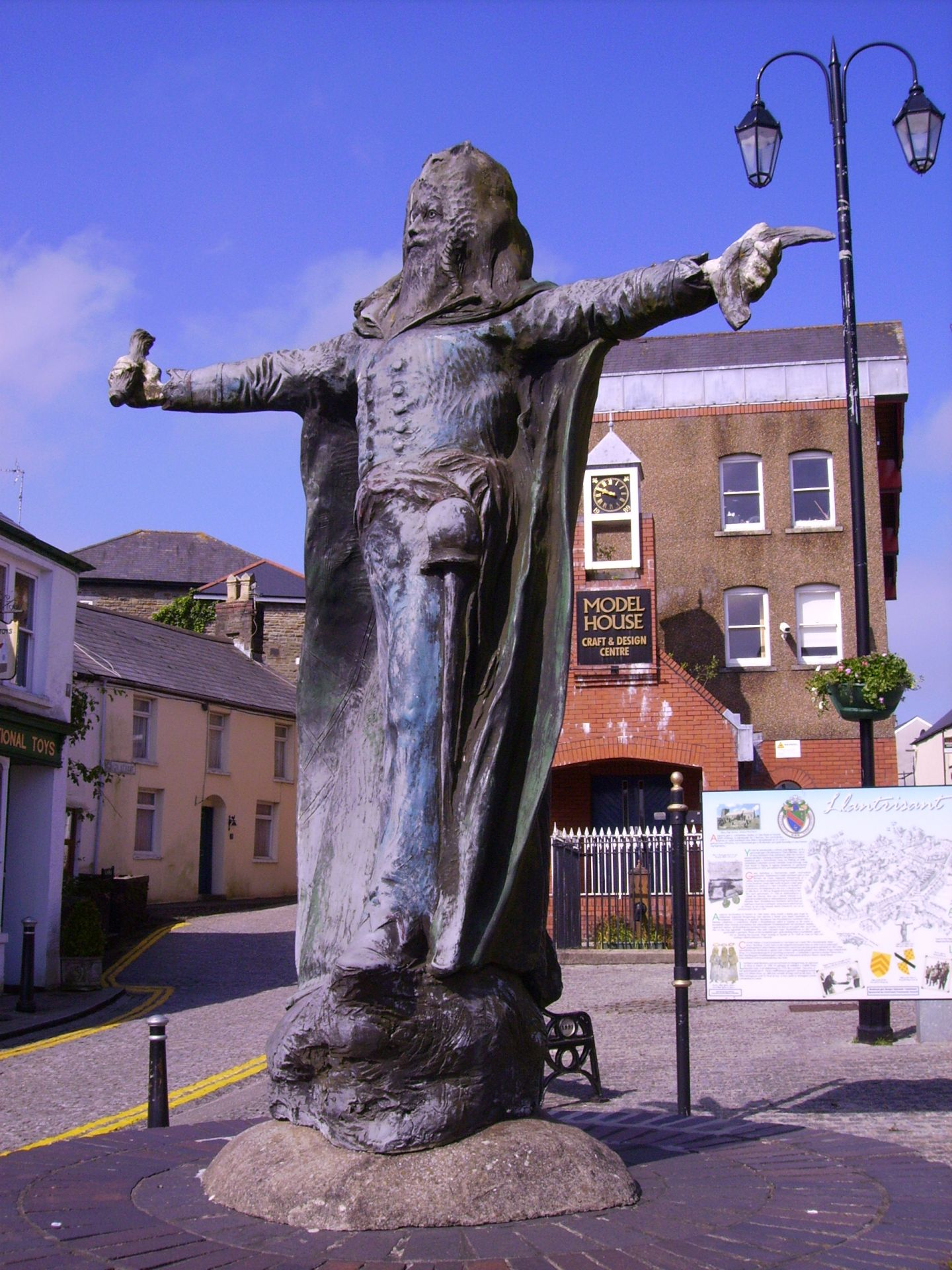
Estatua de William Price en Bull Ring, Llantrisant.

Price tenía varias convicciones que iban en contra de las normas sociales de la época victoriana y no dudó en exponerlas "de la forma más exhibicionista". El biógrafo Dean Powell se refirió a Price como "un inconformista y un rebelde", pero planteó serias dudas sobre si su excentricidad se debía o no a una enfermedad mental.
Price era nudista y se rehusaba a llevar calcetines, pues los consideraba antihigiénicos. También lavaba monedas temiendo que fueran una fuente de contagio entre las personas. Era contrario a la vacunación, en parte debido a la muerte prematura de su hermano tras una inoculación. Asimismo, no aceptaba pacientes que fueran fumadores de tabaco. Price era un firme defensor de un estilo de vida vegetariano y creía que comer carne "liberaba a la bestia"; además, se opuso rotundamente a la vivisección (experimento con animales). Tampoco era partidario del matrimonio, algo que consideraba una práctica de esclavitud hacia la mujer, por lo que se inclinaba por el amor libre. Price también cuestionó a varios de sus colegas médicos, a los que llegó a calificar como "vendedores ambulantes de veneno" que llenaban sus bolsillos a expensas de los pacientes en vez de atacar el problema de raíz y buscar la causa de la enfermedad.
Price consideraba que la religión se usaba a menudo para esclavizar a las personas y mostró su desprecio por los "predicadores santurrones".
Sus creencias religiosas tuvieron impacto en el movimiento druida moderno. Michell describió a Price como "un chamán natural".

## Legado
Tras su muerte en 1893, se compusieron varias baladas en su memoria. Estas circularon durante algunos años en su localidad. En 1896 hubo una exposición en Cardiff para homenajear a Price y se difundieron varios folletos biográficos. En 1940 se publicó una biografía más detallada sobre Price, titulada A Welsh Heretic (Un hereje galés), escrita por Islwyn Nicholas. En 1947 la Sociedad de la Cremación colocó una placa para honrar su memoria en Llantrisant, y en 1982 se erigió una estatua en la misma localidad. El monumento presenta al médico con su característico sombrero de piel de zorro y con los brazos extendidos. En 1992 se inauguró un jardín conmemorativo que lleva su nombre y hubo una exposición sobre su vida en la oficina de turismo del consistorio municipal.
En un libro de 1966 que repasa la historia de Llantrisant, el autor Dillwyn Lewis describió a Price como "una de las figuras más controvertidas de los tiempos modernos." El historiador Ronald Hutton lo describiría más tarde como "uno de los personajes más extravagantes de la historia de Gales y uno de los más increíbles de la época victoriana", mientras que para su biógrafo Dean Powell, Price fue "la persona más destacada del siglo XIX en Gales".